# The Donnas
The Donnas war eine US-amerikanische Rockband aus Palo Alto, Kalifornien.

## Bandgeschichte

### Gründung und erste Jahre
Brett Anderson, Allison Robertson, Maya Ford und Torry Castellano lernten sich während der High School kennen und wurden schnell Freundinnen. Im Mai 1993 gründeten sie zusammen eine Band, um auf dem Schultalentwettberb „Day On The Green“ der Jordan Middle School zu spielen. Unter dem Namen Screen spielten sie dort dann im Juni 1993 ihr erstes Konzert. Kurze Zeit später benannten sie sich in Ragady Anne um. Es folgten weitere Auftritte bei High-School-Bandwettbewerben. Anfang 1995 nahmen sie eine EP auf. Kurze Zeit später benannte sich die Band in The Electrocutes um, die musikalisch etwas in Richtung Trash/Riot Grrrl ging.
Darin Raffaelli, Mitglied der Garage-Punk-Band Superchargers, lernte die Band kennen. Er war auf der Suche nach einer Frauenband, die von ihm im Ramones-Stil geschriebene Lieder spielen sollte. Die vier Frauen ließen sich dazu überreden und gründeten hierzu das Nebenprojekt The Donnas. Dabei gaben sie sich die Pseudonyme Donna A., Donna R., Donna F. und Donna C., in Anlehnung an die Ramones, bei denen sich jedes Mitglied den Künstlernachnamen Ramone gegeben hatte. Beide Projekte liefen eine Zeit lang parallel. Manchmal traten sie am gleichen Abend sowohl als Donnas wie auch als Electrocutes auf.
In der Zwischenzeit zogen die Donnas aber deutlich mehr Publikum an als die Electrocutes. 1995/96 wurden drei Donnas-Singles bei Raffaellis Plattenlabel Radio X aufgenommen. 1996 nahmen die Frauen ein Electrocutes-Album mit Namen Steal yer lunch money auf, das 1998 veröffentlicht wurde. 1996/97 folgte ein Donnas-Album auf dem Label super*teem. Die Electrocutes-Aktivitäten wurden schließlich endgültig zu Gunsten der Donnas aufgegeben.

### Die Zeit beim Label Lookout!
Das bedeutende, unabhängige Punk/Rock Label Lookout! nahm 1997/98 die Gruppe unter Vertrag. Das neue Album bekam den Titel „American Teenage Rock'n'Roll Machine“. Dieses Album wurde schnell und kostengünstig produziert. So waren von der Vorproduktion bis zum fertig gemasterten Album nur zwei Tage vergangen. Zusätzlich wurden unter dem Titel The Donnas die vorangegangenen Radio X und super*teem Singles zusammengestellt. 1999 hatten sie in den Filmen Drive Me Crazy und Der zuckersüße Tod Gastauftritte, bei denen sie Abschlussball-Bands spielten.
Um Kritik zu vermeiden, schrieben die Donnas das folgende Album get skintight komplett ohne Einflüsse von Darin Raffaelli. Dementsprechend veränderte sich der Musikstil endgültig weg vom LoFi-„Bubblegumpunk“ mehr hin zu Rock mit 80er-Beeinflussung. Es folgte das Album Turn 21 und zusammen mit ausgedehnten Tourneen stieg die Popularität der Band weiter. Da die Vertriebs- und Werbungskapazitäten beim Indielabel Lookout! begrenzt waren, wurde 2002 ein Plattenvertrag beim Major Label Atlantic Records angenommen.

### Durchbruch
Mit ihrem Major-Debüt Spend the Night wurde eine Art internationaler Durchbruch erreicht. Zum Einspielen des Albums ließ die Plattenfirma der Band zwei Wochen Zeit, was für diese zunächst ungewohnt war, da die Vorgängeralben stets schneller aufgenommen worden waren. In den USA erreicht das Album eine Goldauszeichnung. In Deutschland erreichte es Platz 73 der Album-Charts. Im selben Jahr folgte zunächst eine US- und anschließend eine Europa- und Welttournee, die auch Auftritte bei den Festivals Rock im Park und Rock am Ring mit einschloss. Diese Tournee musste später abgebrochen werden, da Schlagzeugerin Torry Castellano sich eine Sehnenüberlastung im Handgelenk zuzog. Infolgedessen musste sie eine neue, gelenkschonendere Schlagtechnik erlernen. Sängerin Brett Anderson fasste die ausgiebige Tour so zusammen: „Ich hab Äonen gebraucht, bis ich mich von den Tourstrapazen erholt habe. Deine Stimme geht völlig den Bach runter und du hörst dich irgendwann an wie Marge Simpsons Schwester. Nachdem wir zuhause waren, habe ich alles getan, um meine Stimme irgendwie zu regenerieren.“
Am 1. Oktober 2004 spielten sie bei einem Konzert in Bochum als Vorgruppe von Green Day. Im selben Jahr erschien das Album Gold Medal. Die erste Single aus dem Album hieß Fall behind me, die zweite I don’t want to know. Außerdem verabschiedeten sie sich endgültig von den „Donna-Namen“ Donna F./Donna C./Donna A./Donna R. Ein Jahr später drehten sie einen Werbespot für PETA. 2006 trennten sich die Gruppe und Atlantic Records vorzeitig. Die Band fühlte sich wenig unterstützt und das Label war mit dem Musikstil und dem mäßigen Erfolg des Albums Gold Medal wenig zufrieden.
Gitarristin Allison Robertson moderierte ab dem 16. Mai 2007 bis zum Erscheinen des neuen Albums im Sommer 2007 mit anschließender US Tournee als Radiohost und DJ beim US Rocksender WRR (Woman Rock Radio) jeweils am Mittwochabend eine Stunde lang. Dies dürfte dem Sender einiges an Aufmerksamkeit entgegenbringen, zumal der Sender nur Musik von Frauenrockbands und Interpreten spielt.

### Neues Label und Line-Up-Wechsel
Am 18. September 2007 erschien in den USA das Album mit dem Titel Bitchin’ (Deutschland: 28. September 2007). Das Album enthält 14 Stücke und erschien aufgrund der Trennung von Atlantic Records auf dem von der Gruppe selbstgegründetem Label namens „Purple Feather Records“, das durch „Red Eye Distribution“ vertrieben wird. Produziert wurde das Album von Jay Ruston, der unter anderem bereits mit Meat Loaf zusammenarbeitete. Musikalisch gesehen zeigt dieses Album eher eine Rückkehr zu den „Partyhymnen“, wie sie auf dem Album Spend the Night vertreten waren, und eher eine Abkehr vom ernsteren Sound des Vorgängers Gold Medal.
Die erste Singleauskopplung des Albums ist das Stück Don’t Wait up For Me und kann auf der Myspace-Seite der Band angehört werden.
Im Juli 2009 wurde bekannt, dass die Schlagzeugerin Torry Castellano aufgrund einer Tendinitis in der Schulter (die bereits im Herbst 2003 operativ behandelt wurde) durch die langjährige Freundin Amy Cesari ersetzt würde. Ein Jahr später, am 9. Juli 2010, kündigte Torry über die offizielle Webseite der Band an, dass sie aufgrund anhaltender Schulterprobleme definitiv aus der Band aussteigen und mit Schlagzeug spielen aufhören müsse. Sie studierte Politikwissenschaften (Political science) an der Stanford University und schloss 2013 ihr Studium mit Auszeichnung ab.
Im April 2023 erschien im Rahmen des Record Store Day eine Zusammenstellung von zumeist unveröffentlichtem Material unter dem Titel The Donnas - Early Singles 1995–1999.

## Stil
Der Musikstil der Donnas wurde und wird häufig als „Girlie-Version der Ramones“ bezeichnet, manchmal auch als „Dixie Chicks auf E-Gitarre“. Auf dem ersten Album The Donnas ist der Musikstil schneller, an die Ramones erinnernder Punk. Die späteren Alben, vor allem Spend the Night haben deutlich mehr Rock-Orientierung und knüpfen an Glamrock der siebziger und achtziger Jahre von Kiss und AC/DC an. Rockklischees werden dabei ironisch adaptiert. Die Lieder wurden dabei auch zunehmend melodiöser. Auch die Produktion wurde zunehmend professioneller: Bei den ersten Alben dauerten die Aufnahmen oft nicht länger als zwei Tage, bei Spend the Night waren es zwei Wochen.
Die Texte der ersten Alben drehen sich dabei vor allem um die Themen „Party“ und „Jungen“. Die Texte strahlen ein gewisses sexuelles Selbstbewusstsein aus und spielen augenzwinkernd mit Sexismus: Männer werden als Freude bringende Spielzeuge gezeigt.
Laut Aussagen wurden die Texte häufig von Erlebnissen, die sie auf ihren Touren erlebt hatten, inspiriert. Mehrere Songtitel klingen dabei wie Anmachversuche: „Too bad about your Girl“, „Do you wanna hit it“, „You've got a crush on me“, „You wanna get me high“, „Take me to the Backseat“; manche klingen dagegen wie Zurückweisungen: „Who invited you“, „Not the One“, „Dirty Denim“.
Das Album Gold Medal dagegen wirkt reifer, erwachsener, persönlicher und ernsthafter als die bisherigen Alben. Wobei bei dieser Weiterentwicklung allerdings die beliebte „Drauflos-Attitüde“ der früheren Donnas etwas verloren ging. Ferner wurden die Donnas hierbei musikalisch vielfältiger und experimentierfreudiger: Waren die vorherigen Alben noch ausschließlich mit den klassischen Rockmusik-Instrumenten E-Gitarre, E-Bass und Schlagzeug aufgenommen worden, so hört man auf Gold Medal auch Akustik-Gitarren und Klavier.

## Diskografie

### Alben
- The Donnas (1998), (Zusammenstellung der 1997 auf kleinen Labels erschienenen Singles)
- American Teenage Rock ’n’ Roll Machine (1998)
- Get Skintight (1999)
- Turn 21 (2001)
- Spend the Night (2002)
- Gold Medal (2004)
- Bitchin’ (2007)
- Greatest Hits Vol. 16 (2009)

## Sonstiges
Der Song I Don’t Want to Know (If You Don’t Want Me) ist die Titelmelodie der ersten Staffel der US-Serie „South of Nowhere“, die seit Herbst 2005 auf „The N“ ausgestrahlt wurde.
Die Band spielt im Film Drive Me Crazy drei Stücke: Get Rid of That Girl, Outta My Mind sowie Keep On Lovin’ You (eine Coverversion des Klassikers von REO Speedwagon)
Im Film Detroit Rock City ist eine von The Donnas eingespielte Coverversion des Kiss-Songs Strutter zu hören.
Das Lied „Take it off“ ist auf dem Soundtrack des Films Hangover von 2009 zu hören.